# Suárez (rijeka)
Suárez je rijeka u Kolumbiji. U sutoku s rijekom Chicamocha čini rijeku Sogamoso. Pripada porječju rijeke Magdalene.